# Cydistomyia brunnea
Cydistomyia brunnea är en tvåvingeart som beskrevs av Burger 1982. Cydistomyia brunnea ingår i släktet Cydistomyia och familjen bromsar.
Artens utbredningsområde är Sri Lanka. Inga underarter finns listade i Catalogue of Life.